# Paleis van Miramar

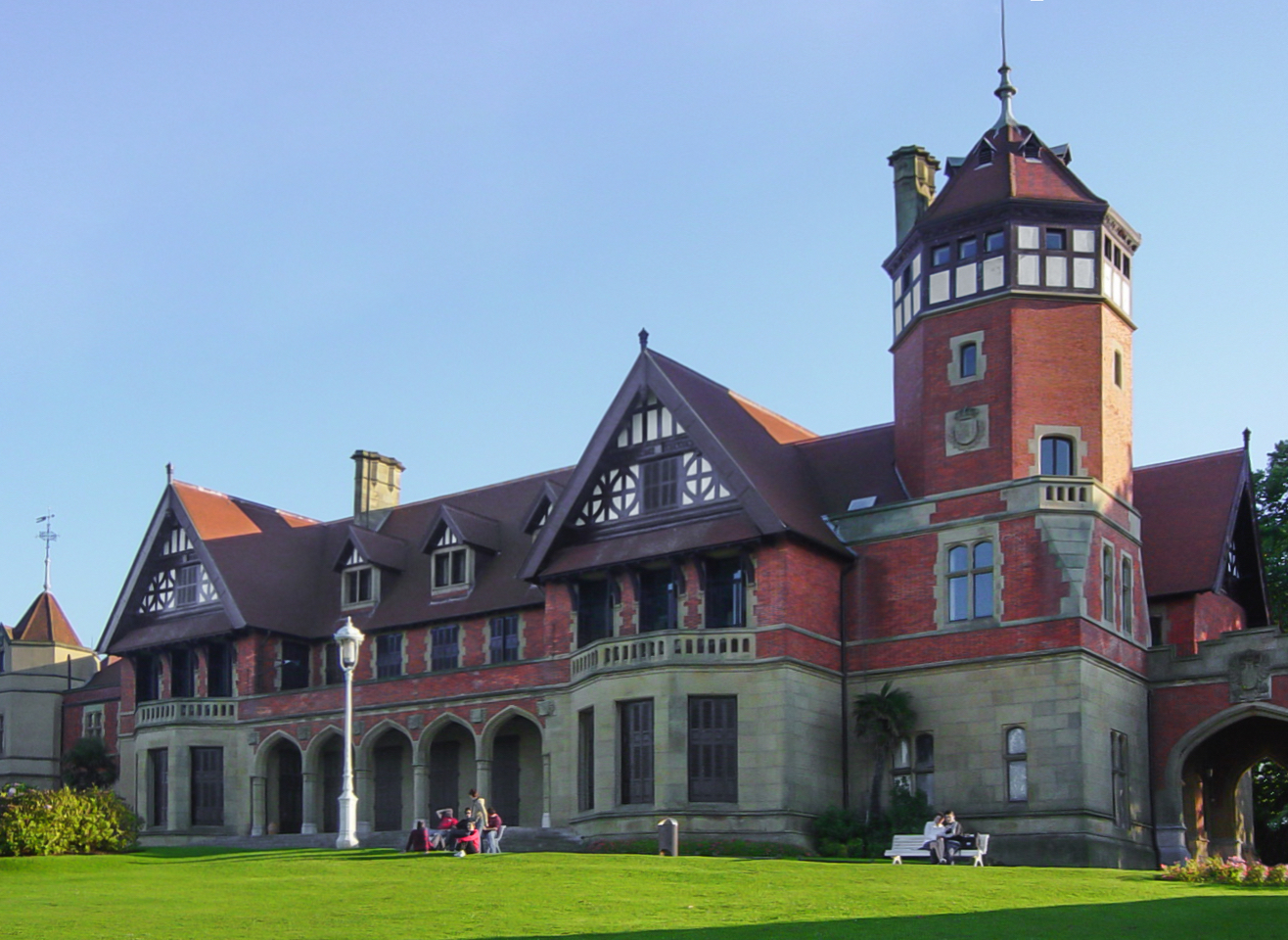
Voorkant Palacio de Miramar

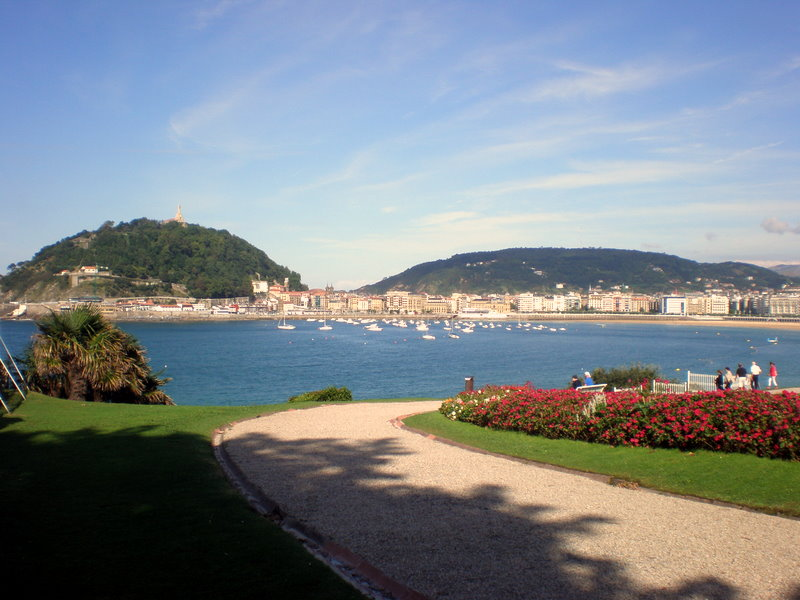
Uitzicht op de stad vanuit de tuinen

Het Paleis van Miramar, (Spaans: Palacio de Miramar, Baskisch:Miramar Jauregia), is een voormalig koninklijk paleis in Engelse stijl aan de baai La Concha, in het district Centro van de Spaanse stad San Sebastian in de autonome gemeenschap Baskenland. Het paleis is gebouwd in 1893 naar een ontwerp van de architect José Goicoa, gebaseerd op een eerder ontwerp van de Engelse architect Ralph Selden Wornum. Door de ligging aan La Concha heeft het paleis een van de meest spectaculaire uitzichten van de stad. 
De nauwe banden tussen San Sebastian en de Spaanse monarchie gaan terug naar de regeerperiode van koningin Isabella II die de stad als zomerresidentie verkoos om zich te baden in de Cantabrische Zee, en dan verbleef in het Paleis van Aiete. Deze band werd versterkt door koningin Maria Cristina, die na het overlijden van haar man, koning Alfons XII, ook besloot haar zomers door te brengen in de stad. Zij gaf opdracht tot het bouwen van het Paleis van Miramar aan La Concha, op de grond van het voormalige klooster van San Sebastián el Antiguo. Ook bevond zich de kerk El Antiguo op het terrein, die verplaatst is. De bouw van het paleis is in 1893 afgerond, hoewel er in 1920 nog een uitbreiding is geweest. Bij de aanleg van de tuinen is de boulevard van de stad in een kunstmatige tunnel gelegd waar ook de tram door kwam. Onder invloed van koningin Maria Cristina ontwikkelde San Sebastian zich tot een elegante badplaats. Na haar dood in 1929 erfde haar zoon koning Alfons XIII het paleis, en in 1931, bij het uitroepen van de Tweede Republiek werd het onteigend, waarna het in handen van de gemeente kwam. Tijdens de franquistische dictatuur werd het paleis teruggegeven aan de erfgenamen van de Spaanse monarchie, en Juan de Bourbon verkocht het terug aan de gemeente in 1972. 
Het huidige complex omvat 34.136 m2 grond, met tuinen, het paleis en meerdere andere gebouwen. De tuinen en het gebouw zijn op gezette tijden opengesteld voor het publiek, en wordt het gebouw gebruikt voor zomercursussen van de Universiteit van Baskenland. Tot het academisch jaar 2015-2016 huisvestte het gebouw Musikene, het conservatorium van Baskenland.
Het gebouw wordt nog gebruikt bij speciale gelegenheden, zoals het Internationaal filmfestival van San Sebastián. 